# Коридор (телесеріал)
«Коридор» (пол. Przesmyk, досл. «Коридор»; англ. The Eastern Gate, досл. «Східна брама») — польський телесеріал у жанрі трилера та саспенсу. Прем’єра першого сезону відбулася 31 січня 2025 року на платформі Max.

## Сюжет
Ева Оґінець, досвідчена співробітниця польської розвідки, що переживає професійне вигорання, готується вийти на пенсію. Однак вона дізнається про зникнення свого коханця — також агента, який виконував підпільне завдання з розслідування російської військової активності в регіоні. Ева погоджується замінити його в обмін на обіцянку керівництва допомогти знайти зниклого. Назва серіалу посилається на Сувальський коридор — стратегічну зону НАТО поблизу польсько-литовського кордону.

## Акторський склад
- Лена Ґура — Ева Оґінець
- Бартломей Топа — Кшиштоф Галай
- Анджей Конопка — Збіґнєв Ланґе
- Кароль Похеч — Скінер
- Евеліна Старейкі — Гелена Янкуловська
- Лешек Ліхота — Тадеуш Леманський
- Каміла Ужедовська — Інка Наврот
- Пйотр Журавський — Блажей
- Томаш Зентек — Ян Дравич
- Алона Шостак — Тамара Сорокіна
- Даріуш Хойнацький — лейтенант Адамус
- Антоні Штаба — Кай
- Артур Пачесний — Олаф Клеменсевич
- Дмитро Малков — Скопінцев
- Лідія Садова — Пауліна Оґінець
- Міхал Сікорський — Ясек
- Збіґнєв Стрий — Дедра-Ленцький
- Ян Енґлерт — міністр
- Пйотр Пацек — Міхал
- Маґдалена Валах — Марія Неджвецька
- Сергій Аболомов — генерал Козлов
- Мирослав Зброєвич — Павел Неджвецький
- Ендрю Журавський — Алексей Сорокін

## Епізоди

### 1-й сезон
| № серії | Назва серії        | Тривалість | Оригінальна дата показу |
| ------- | ------------------ | ---------- | ----------------------- |
| 1       | «Перший епізод»    | 48 хв.     | 31 січня 2025           |
| 2       | «Другий епізод»    | 54 хв.     | 7 лютого 2025           |
| 3       | «Третій епізод»    | 43 хв.     | 14 лютого 2025          |
| 4       | «Четвертий епізод» | 41 хв.     | 21 лютого 2025          |
| 5       | «П'ятий епізод»    | 50 хв.     | 28 лютого 2025          |
| 6       | «Шостий епізод»    | 50 хв.     | 7 березня 2025          |

## Виробництво
Зйомки серіалу проходили в Ґливицях, Сосновцю, Катовицях, Кракові, Закопаному, Домброві-Ґурничі, Забжу, Битомі, Міколуві та Варшаві.

## Реліз
Перший промознімок було оприлюднено 2 травня 2024 року. Тизер-трейлер з’явився 24 жовтня 2024 року. Повний перший сезон вийшов 31 січня 2025 року. 24 березня 2025 року оголошено про продовження серіалу на другий сезон.